# 林重真
林 重真（はやし しげざね）は、戦国時代から安土桃山時代にかけての武将。毛利氏家臣。備中国冠山城主。父は林重明。

## 生涯
天文元年（1532年）に林重明（但馬守）の子として生まれ、毛利氏が備中国から宇喜多直家の勢力を駆逐した後に冠山城を預けられた。
羽柴秀吉の中国攻めが始まると、小早川隆景は清水宗治や重真ら備中国の七つの城の将を備後国の三原城へ呼び寄せ、織田信長に内通する意思のある者は急ぎ帰服するよう申し渡した。重真らは、織田軍の迫る一大事に領境の城を預かる身なれば、異心を抱かず身命を顧みず味方すると返答。この返答に感じ入った隆景から腰物を与えられた重真らは、各々の城へ戻って織田軍に備えた。
天正10年（1582年）4月17日から、秀吉から冠山城攻撃を任された宇喜多忠家が冠山城への攻撃を開始。重真らは敵兵数百人を討ち取るなど攻勢をよく防いだ。重真らの抗戦を見た秀吉は、備中国の半分を与えることを条件に開城交渉を行ったが、追い詰められれば切腹するつもりであるとして重真は和談を拒否。
以後も羽柴・宇喜多軍の猛攻を防いだが、秀吉家臣の加藤清正が先駆けとなって冠山城を攻撃し、抗しきれなくなった重真は4月25日に残兵を下城させて切腹した。享年51。重真の手勢139人も自刃または戦死し、重真の首級は秀吉によって信長のもとへ送られた。重真の後は、当時備中高松城の池下丸を守っていた嫡男の宗重が継いだ。
毛利改易後は宗重は主家の清水氏と共に毛利氏に従い、萩に転封となる。
清之は妹尾戸川氏に引き続き仕える、清之直系の子孫は都窪郡早島で獣医をされている。